# فرانك هاثورن
فرانك هاثورن هو عالم معادن ‏ وكيميائي كندي، ولد في 8 يناير 1946 في برستل في المملكة المتحدة.